# Mozartova berlínská cesta

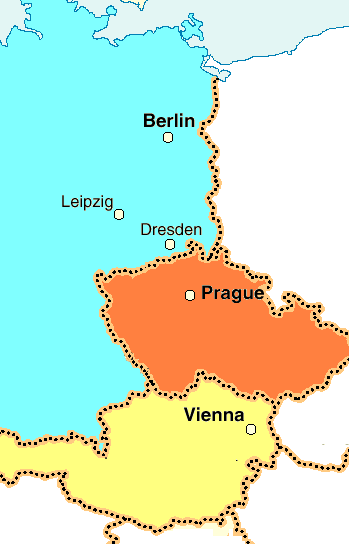
Města Vídeň, Praha, Drážďany a Berlín leží zhruba na severojižní ose, v dnešních zemích Rakousko (žlutá), Česko (oranžová) a Německo (světle modrá). Lipsko je poněkud stanou na západ od této osy. Vzdálenosti: Vídeň-Praha, 251 km; Praha-Drážďany, 118 km; Drážďany-Lipsko, 102 km; Lipsko-Berlín, 153 km.

Cesta Wolfganga Amadea Mozarta do Berlína byla jednou z nejdelších cest skladatele v jeho dospělém věku. Na jaře roku 1789 se z Vídně vydal severním směrem přes několik měst, včetně Prahy, Lipska, Drážďan do Berlína.

## Odjezd
Cestu Mozart podnikl v těžkém období své kariéry. V té době už nedostával tolik peněz za své koncerty jako dříve a ani příjmy z oper nepřinášely jistotu. Půjčoval si peníze například od svého přítele obchodníka Michaela Puchberga a jeho finanční situace byla celkově velmi znepokojivá.
Co se týkalo peněz, byla ovšem tato cesta do Berlína zajištěna: Wolfgang doprovázel svého českého mecenáše a zednářského kolegu, knížete Karla Aloise Lichnovského z Voštic (mj. též patrona Beethovenova), který měl své vlastní důvody k návštěvě Berlína a nabídl Mozartovi svezení.
Mozart a kníže Lichnovský opustili Vídeň ráno 8. dubna 1789 a do Prahy dorazili 10. dubna. V dopise, který toho dne Wolfgang napsal své ženě Constanzi, oznámil dobrou zprávu, že hobojista Friedrich Ramm, cestující z Berlína, mu řekl, že ho v Postupimi netrpělivě očekává pruský král Bedřich Vilém II. To byla dobrá zpráva, neboť král byl velkým potenciálním zdrojem příjmů z koncertů a provizí za nová díla. Mozart také Constanzi oznámil, že se dohodl s Domenicem Guardasonim, ředitelem italské opery v Praze, na novou operu za honorář 250 dukátů (cca 1000 florinů). 

## Města navštívená cestou

### Drážďany

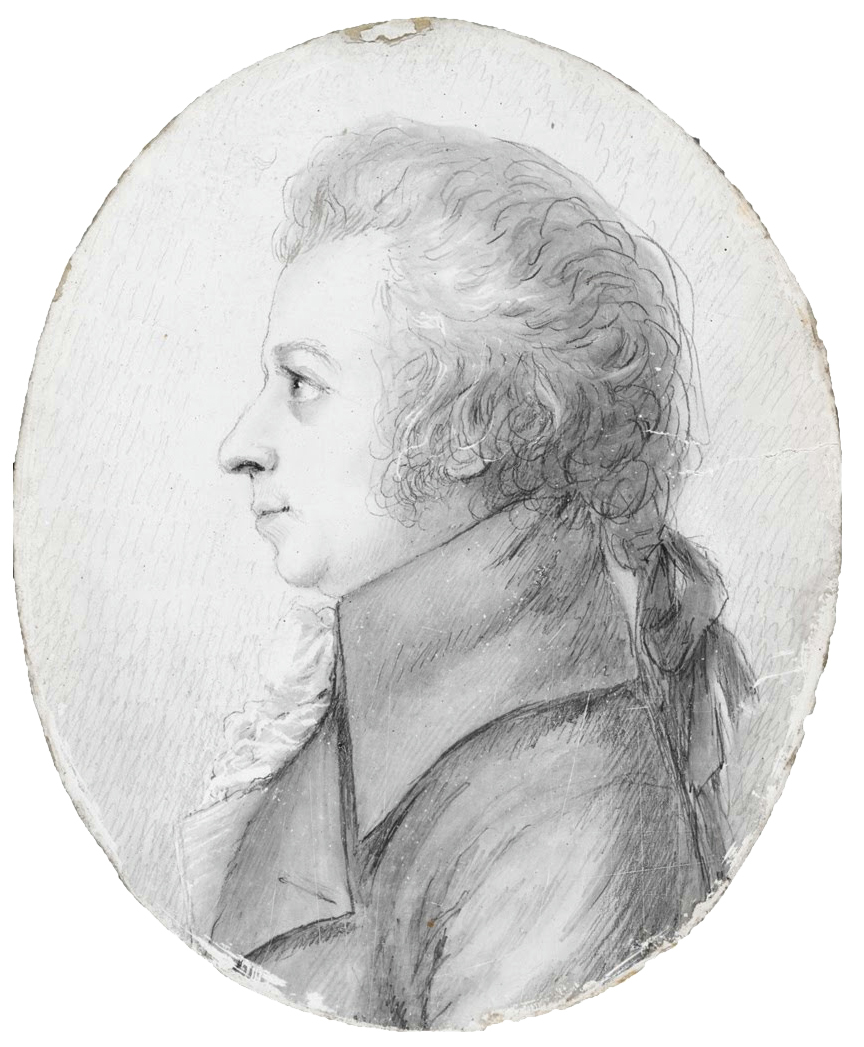
Mozart v podání Dory Stockové při jeho návštěvě Drážďan

Do Drážďan dorazili 12. dubna a ubytovali se v "Hôtel de Pologne", kde se následujícího dne konal koncert. Podle Deutsche "hrál Mozart kvartety s varhaníkem Antonem Teyberem a českým violoncellistou Antonínem Kraftem. Zahráli také Smyčcové trio Es dur."  Na stejném koncertě Mozart doprovázel svou přítelkyni Josefu Duškovou, která do Drážďan také přicestovala z Prahy. Dušková zazpívala árie z Figarovy svatby a Dona Giovanniho. Mozart v dopise své ženě píše, že v hotelu uspořádali kvartet, který provedli v kapli. "Wir hatten bei uns a l'hotel de Boulogne ein quartett arrangirt. - wir machten es in der Kappelle mit Antoine Tayber. “ 
Následujícího dne Mozart vystoupil pro saského kurfiřta Bedřicha Augusta III. a jeho manželku Amálii. Mezi jeho spolupracovníky patřili devítiletý český violoncellista Mikuláš Kraft (syn Antonína) a Josefína Dušková. Mozart zahrál nově napsaný Korunovační koncert K. 537 a druhý den mu byla udělena tabatěrka se 100 dukáty. 
Následujícího dne, 15. dubna, Mozart poobědval s ruským velvyslancem knížetem Alexandrem Běloselským-Bělozerským a poté svedl zkoušku dovednosti ve hře na varhany a na klavír, proti varhaníkovi Johannu Wilhelmu Hässlerovi.  
Dne 16. nebo 17. dubna navštívil Mozart konsistorního radního Christiana Gottfrieda Körnera, přítele Friedricha Schillera. Körnerova švagrová talentovaná umělkyně Dora Stocková využila příležitosti a načrtla zde zobrazený portrét Mozarta stříbrnou jehlou na slonovinové desce. Velmi pravděpodobně se jedná o poslední portrét skladatele před jeho smrtí.

### Lipsko

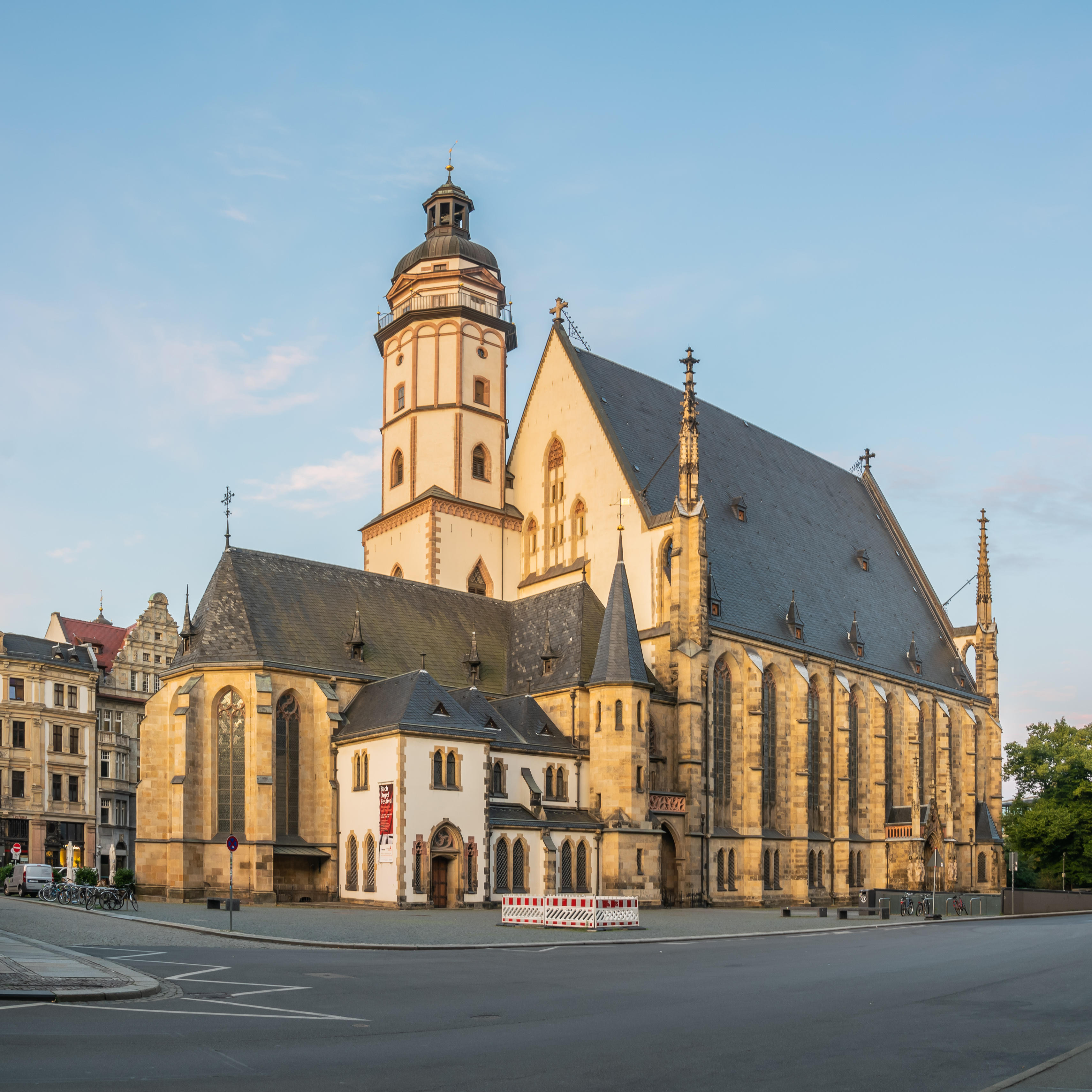
Thomaskirche v Lipsku

18. dubna kníže Lichnovský a Mozart odjeli do Lipska, kam dorazili o dva dny později. Mozart zde strávil tři dny. Navštívil slavný kostel sv. Tomáše, kde před několika desetiletími působil Johann Sebastian Bach jako hudební ředitel. Mozart se stal velkým obdivovatelem Bachovy hudby již během svých raných let ve Vídni, díky vlivu Gottfrieda van Swietena. Mozart improvizoval na varhany v Thomaskirche. Kantor Friedrich Doles, který byl Bachovým žákem, a varhaník Karl Friedrich Görner, syn Johanna Gottlieba Görnera, mu sekundovali při obsluze varhan. Patrně při této příležitosti provedl sbor Thomasschule Bachovo moteto Singet dem Herrn ein neues Lied (BWV 225) a nadšený Mozart využil příležitosti a opsal si všechny sborové party moteta.

### Postupim a Berlín
23. dubna Mozart cestoval z Lipska do Postupimi nedaleko Berlína, kde měl král Bedřich Vilém své hlavní sídlo, kam přijel 25. dubna. Jak bylo zmíněno výše, psal Mozart s nadšením své ženě, že ho král dychtivě očekává. Pokud ano, byl příjezd zklamáním, jak vyplývá z následujícího dvorního zápisu:
„Kdosi jménem Mozart (který se při svém příchodu prohlásil za vídeňského Capellmeistera) zde hlásí, že ho sem přivezli ve společnosti knížete Lichnowského, a že si přál položit svůj talent k nohám Vašeho Svrchovaného Veličenstva a čekal na příkaz, zda smí doufám, že ho Vaše Svrchované Veličenstvo přijme.“
Když to král četl, poznamenal si na okraj listu „Directeur du Port“, což znamená, že by se Mozart měl odkazovat na Jean-Pierra Duporta, ředitele královské komorní hudby. Podle Deutsche však Mozart s Duportem „nebyl zadobře“.  Při pokusu (podle Solomona) o získání královy přízně složil (29. dubna) soubor devíti klavírních variací na menuet od Duporta, KV 573.  V této době ovšem nebyla udělena žádná královská audience a skutečně neexistuje žádný přesný důkaz, že Mozart v Postupimi vůbec zůstal.

### Lipsko podruhé
8. května se Mozart nakrátko vrátil do Lipska, kde 12. května koncertoval v Gewandhausu. Koncertní program sestával výhradně z jeho hudby: klavírní koncerty KV 456 a KV 503, dvě scény pro soprán (KV 505, KV 528) v podání Josefíny Duškové, fantasie pro klavír KV 475 a dvě neupřesněné symfonie. Podle tehdejšího zvyku byla první ze symfonií rozdělena, první dvě věty byly hrány při zahájení koncertu a druhé dvě před přestávkou.
Koncert zorganizovaný v krátké době zřejmě neměl velkou návštěvnost. Mozart doma napsal píše, že „z hlediska potlesku a slávy byl tento koncert naprosto velkolepý, ale zisk byl bídně mizivý“ (dopis ze 16. května 1789).
Kníže Lichnovský, který až do této doby cestoval s Mozartem, opustil Lipsko v polovině května a Mozartovy dále pokračoval v cestě na vlastní pěst. Snad právě během cesty se Mozart u Lichnovského zadlužil. Výše dluhu činila 1415 zlatých, o které jej kníže v říjnu 1791, nedlouho před skladatelovou smrtí, úspěšně žaloval. 
Mozart se zdržel v Lipsku do 17. května, částečně kvůli jeho přání (uvedeném v dopise Constanze) zůstat ve společnosti skupiny přátel, kteří také město navštívili (Johann Leopold Neumann, Frau Neumannová a Josefína Dušková). Jeho odjezd se také zpozdil, jak napsal Constanzi, kvůli nedostatku koní, kteří byli k dispozici pro cestování. 

### Berlín a návrat domů

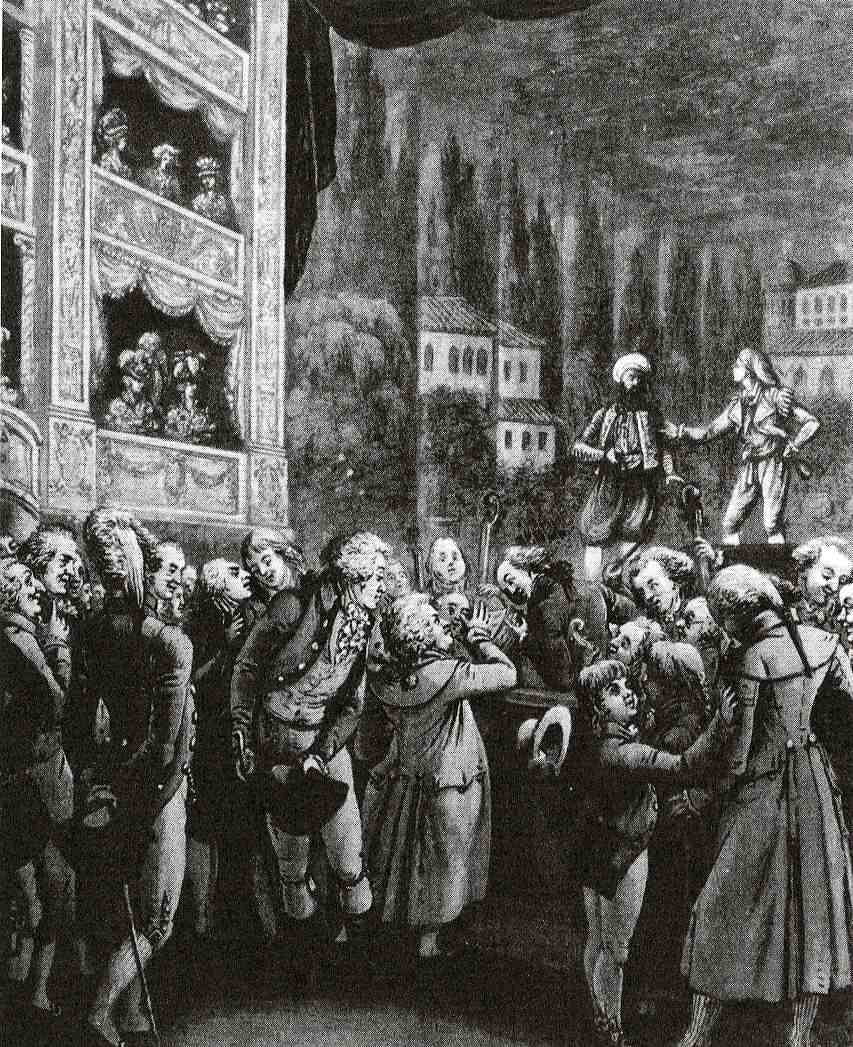
Rytina zobrazující Mozarta (uprostřed) při návštěvě představení své opery Únos ze serailu v Berlíně.

Mozart se poté vrátil do Berlína, kam dorazil 19. května. Ve svých dopisech manželce při tomto druhém pobytu v Berlíně vystoupil před králem a královnou v královském paláci (26. května) a uvedl, že obdržel cenu 100 fridrichsdorů (asi 800 florinů) a provize od krále za šest smyčcových kvartetů a soubor šesti snadných klavírních sonát pro princeznu Frederiku.
Tu noc, kdy Mozart přijel do Berlína, zjevně navštívil představení své opery Únos ze serailu. Místní noviny zřejmě o jeho přítomnosti neinformovaly, ta byla zaznamenána mnohem později (1856) v posmrtně publikovaných pamětech významné osobnosti německé literatury Ludwiga Tiecka (1773-1853).  Tieckovi v té době nebylo ani 16 a píše ve třetí osobě.
„Ludwigův obdiv k Mozartovi měl být odměněn překvapivým způsobem. Jednoho večera roku 1789, když vstoupil do spoře osvětleného a ještě prázdného divadla dlouho před začátkem představení, jak bylo jeho zvykem, zahlédl v orchestřišti muže, kterého neznal. Byl malý, rychlých pohybů, neklidný a s přihlouplým výrazem ve tváři: nevábná postava v šedém kabátě. Přecházel od jednoho hudebního pultu k druhému a zdálo se, že si pečlivě prohlíží hudbu na nich. Ludwig okamžitě zapředl rozhovor. Mluvili o orchestru, divadle, opeře, vkusu veřejnosti. Své názory vyjadřoval otevřeně, ale o Mozartových operách mluvil s nejhlubším obdivem. "Takže často posloucháš Mozartovy opery a máš je rád?" zeptal se cizinec: "To je od tebe moc hezké, mladý muži." Ještě nějakou dobu pokračovali v rozhovoru, hlediště se pomalu zaplnilo a nakonec cizince kdosi na pódiu odvolal. Jeho slova Ludwiga zvláštním způsobem pohnula. Ptal se sám sebe: Byl to sám Mozart, velký mistr, kdo s ním mluvil a vyjádřil mu své uznání?“ 
Mozart opustil Berlín 28. května, přes Drážďany odcestoval do Prahy, kde pobýval od 31. května do 2. června, a nakonec domů do Vídně, kam dorazil v poledne 4. června. 

## Mozartova věrnost
Berlínská cesta byla první delší, kterou Mozart podnikl od svatbě v roce 1782, během níž ho jeho žena Constanze nedoprovázela. V počátečních fázích cesty Mozart psal manželce často, avšak kvůli ztrátě mnoha dopisů není jisté, zda v této pravidelné korespondenci pokračoval. Maynard Solomon ve Mozartově biografii tvrdí, že Mozart byl během cesty nevěrný a měl románek s Josefínou Duškovou, jejíž cestovní itinerář po Německu (žila v Praze) se často protínal s Mozartovým. Tato hypotéza je však obecně odmítána a byla vyvrácena americkým muzikologem Brucem Alanem Brownem. 